# Alderhulten
Alderhulten är en by i Österfärnebo distrikt (Österfärnebo socken) i Sandvikens kommun, Gävleborgs län (Gästrikland). Byn ligger där Länsväg 509 utgår från Länsväg 272, cirka åtta kilometer norr om tätorten Österfärnebo.